# Bro Goth Agan Tasow
Bro Goth Agan Tasow („Das alte Land unserer Väter“) ist die Nationalhymne von Cornwall. Sie wird zur selben Melodie gesungen wie die bretonische und walisische Hymne (bretonisch Bro gozh ma zadoù bzw. walisisch Hen Wlad Fy Nhadau), die vom Waliser James James komponiert wurde. Der kornische Text stammt von Henry Jenner, dem Begründer der Wiederbelebungsbewegung der kornischen Sprache. Traditionsgemäß wird das Absingen der Hymne mit dem Ruf „Kernow bys Vyken!“ – „Cornwall für immer!“ beendet.

## Text
Bro goth agan tasow, dha flehes a’th car,

Gwlas ker an howlsedhes, pan vro yw dha bar?

War oll an norvys ’th on ni scollys a-les,

Mes agan kerensa yw dhis.
Kernow! Kernow, y keryn Kernow;

An mor hedra vo yn fos dhis a-dro

’Th on onan hag oll rag Kernow!
Gwlascor Myghtern Arthur, an Sens kens, ha’n Gral

Moy kerys genen nyns yw tiredh aral,

Ynnos sy pub carn, nans, menydh ha chi

A gews yn Kernowek dhyn ni.
Kernow! Kernow, y keryn Kernow;

An mor hedra vo yn fos dhis a-dro

’Th on onan hag oll rag Kernow!
Yn tewlder an bal ha war donnow an mor,

Pan esen ow qwandra dre diryow tramor

Yn pub le pynag, hag yn keniver bro

Y treylyn colonnow dhiso.
Kernow! Kernow, y keryn Kernow;

An mor hedra vo yn fos dhis a-dro

’Th on onan hag oll rag Kernow!